# Gran Turismo 5 Prologue
Gran Turismo 5 Prologue är ett spel i Gran Turismo-serien till Playstation 3 som släpptes i Europa i mars 2008. Spelet utvecklades av Polyphony Digital och publicerades av Sony Computer Entertainment. Gran Turismo 5 Prologue är en slags förhandstitt på det kommande spelet Gran Turismo 5. Prologuen innehåller bara några banor och bilar från det riktiga Gran Turismo 5.